# Stenaelurillus leucogrammus
Stenaelurillus leucogrammus är en spindelart som beskrevs av Simon 1902. Stenaelurillus leucogrammus ingår i släktet Stenaelurillus och familjen hoppspindlar. Inga underarter finns listade i Catalogue of Life.